# Nonesuch Records
Nonesuch Records ist ein US-amerikanisches Plattenlabel, das sich seit 2004 im Besitz des Major-Labels Warner Music Group befindet.

## Geschichte
Nonesuch Records wurde 1964 von Jac Holzman gegründet. Holzman hatte 1950 Elektra Records gegründet und wollte auf Nonesuch vor allem europäische Klassik lizenzieren. Ab 1967 wurde das Unterlabel Nonesuch Explorer zum Pionier der Weltmusikbewegung. Einige dieser Aufnahmen wurden für die goldene Datenplatte Voyager Golden Record ausgewählt, die den Raumsonden Voyager 1 und Voyager 2 mitgegeben wurde. 

## Künstler (Auswahl)
- Conor Oberst
- John Adams
- Amadou and Mariam
- Laurie Anderson
- Louis Andriessen
- Angelo Badalamenti
- Leonard Bernstein
- The Black Keys
- William Bolcom
- Jon Brion
- Buena Vista Social Club
- David Byrne
- Don Byron
- Carolina Chocolate Drops
- Elliott Carter
- Boozoo Chavis
- Guy Clark
- Paolo Conte
- Ry Cooder
- George Crumb
- Georges Delerue
- Hamza El Din
- Ibrahim Ferrer
- Irving Fine
- Bill Frisell
- George Gershwin
- João Gilberto
- Jimmie Dale Gilmore
- Gipsy Kings
- Philip Glass
- Rubén González
- Henryk Górecki
- Emmylou Harris
- Gija Kantscheli
- Gidon Kremer
- Kronos Quartet
- k.d. lang
- Ruth Laredo
- Lorraine Hunt Lieberson
- Bobby McFerrin
- Cécile McLorin Salvant
- Brad Mehldau
- The Pat Metheny Group
- Joni Mitchell
- Jelly Roll Morton
- Youssou N’Dour
- Randy Newman
- Orchestre Baobab
- Eddie Palmieri
- Carlos Paredes
- Mandy Patinkin
- Astor Piazzolla
- Omara Portuondo
- Radio Tarifa
- Joshua Redman
- Steve Reich
- Leonard Rosenman
- Christopher Rouse
- Frederic Rzewski
- Sabri Brothers
- David Sanborn
- Oumou Sangaré
- Gustavo Santaolalla
- Compay Segundo
- Stephen Sondheim
- Teresa Stratas
- Ravi Shankar
- Virgil Thomson
- Ali Farka Touré
- Rokia Traoré
- Dawn Upshaw
- Värttinä
- Laura Veirs
- Caetano Veloso
- Wilco
- Brian Wilson
- John Zorn